# Knut Holmann
Knut Holmann, né le 31 juillet 1968 à Oslo en Norvège, est un kayakiste norvégien, triple champion olympique et quadruple champion du monde de sa discipline.

## Palmarès

### Jeux olympiques
- Jeux olympiques de 1992 à Barcelone (Espagne) :
  -  Médaille d'argent en K1 1000 m.
  -  Médaille de bronze en K1 500 m.

- Jeux olympiques de 1996 à Atlanta (États-Unis) :
  -  Médaille d'or en K1 1000 m.
  -  Médaille d'argent en K1 500 m.

- Jeux olympiques de 2000 à Sydney (Australie) :
  -  Médaille d'or en K1 500 m.
  -  Médaille d'or en K1 1000 m.

### Championnats du monde
- Championnats du monde de course en ligne (canoë-kayak) 1990 à Poznań (Pologne) :
  -  Médaille d'or en K1 1000 m.

- Championnats du monde de course en ligne (canoë-kayak) 1991 à Paris (France) :
  -  Médaille d'or en K1 1000 m.
  -  Médaille d'argent en K1 500 m.

- Championnats du monde de course en ligne (canoë-kayak) 1993 à Copenhague (Danemark) :
  -  Médaille d'or en K1 1000 m.
  -  Médaille d'argent en K1 10000 m.

- Championnats du monde de course en ligne (canoë-kayak) 1994 à Mexico (Mexique) :
  -  Médaille de bronze en K1 500 m.
  -  Médaille de bronze en K1 1000 m.

- Championnats du monde de course en ligne (canoë-kayak) 1995 à Duisbourg (Allemagne) :
  -  Médaille d'or en K1 1000 m.
  -  Médaille d'argent en K1 500 m.

- Championnats du monde de course en ligne (canoë-kayak) 1997 à Dartmouth (Canada) :
  -  Médaille de bronze en K1 1000 m.

- Championnats du monde de course en ligne (canoë-kayak) 1998 à Szeged (Hongrie) :
  -  Médaille d'argent en K1 1000 m.
  -  Médaille de bronze en K4 200 m.

- Championnats du monde de course en ligne (canoë-kayak) 1999 à Milan (Italie) :
  -  Médaille d'argent en K1 1000 m.